# Beomastax equatoriana
Beomastax equatoriana är en insektsart som beskrevs av Marius Descamps 1979. Beomastax equatoriana ingår i släktet Beomastax och familjen Eumastacidae. Inga underarter finns listade i Catalogue of Life.